# Tonin Guraziu
Tonin Guraziu (ur. 30 marca 1908 w Szkodrze, zm. 10 stycznia 1999 w Tiranie) – albański kompozytor i pianista.

## Życiorys
W dzieciństwie wraz z rodziną przeniósł się do Bari, w 1911 do Neapolu, by w 1920 ponownie wrócić do Bari. W Neapolu jako dziecko pobierał lekcje muzyki u znanego włoskiego pianisty Alessandro Longo. W 1932 ukończył studia w Konserwatorium w Bolonii. Po studiach powrócił do Albanii, gdzie udzielał prywatnych lekcji gry na fortepianie. W latach 30. był akompaniatorem na koncertach Tefty Tashko i Marie Kraji. W 1936 zagrał koncert dla mieszkańców Szkodry, w repertuarze znalazły się utwory Beethovena, Chopina, Liszta i Debussyego. W czasie II wojny światowej występował jako pianista w Radiu Tirana, ale w 1943 został zwolniony.
W 1946 powstał w Tiranie Komitet Kultury i Sztuki, zajmujący się organizacją życia artystycznego w Albanii, a Guraziu wszedł w skład jego komisji muzycznej. Po utworzeniu liceum artystycznego Jordan Misja w 1946 w Tiranie Guraziu rozpoczął pracę w szkole. Po utworzeniu w 1962 Konserwatorium Państwowego otrzymał w nim stanowisku wykładowcy. W latach 1947-1963 występował wielokrotnie na scenach teatralnych, a następnie na scenie Teatru Opery i Baletu.
W 1963 został usunięty z pracy i pozbawiony możliwości wykonywania zawodu. Utrzymywał się z prywatnych lekcji muzyki i języków obcych. W 1998, w 90 rocznicę urodzin zorganizowano w Szkodrze koncert ku czci Tonina Guraziu.